# Xã Paw Paw, Quận Elk, Kansas
Xã Paw Paw (tiếng Anh: Paw Paw Township) là một xã thuộc quận Elk, tiểu bang Kansas, Hoa Kỳ. Năm 2010, dân số của xã này là 124 người.